# Kathákali

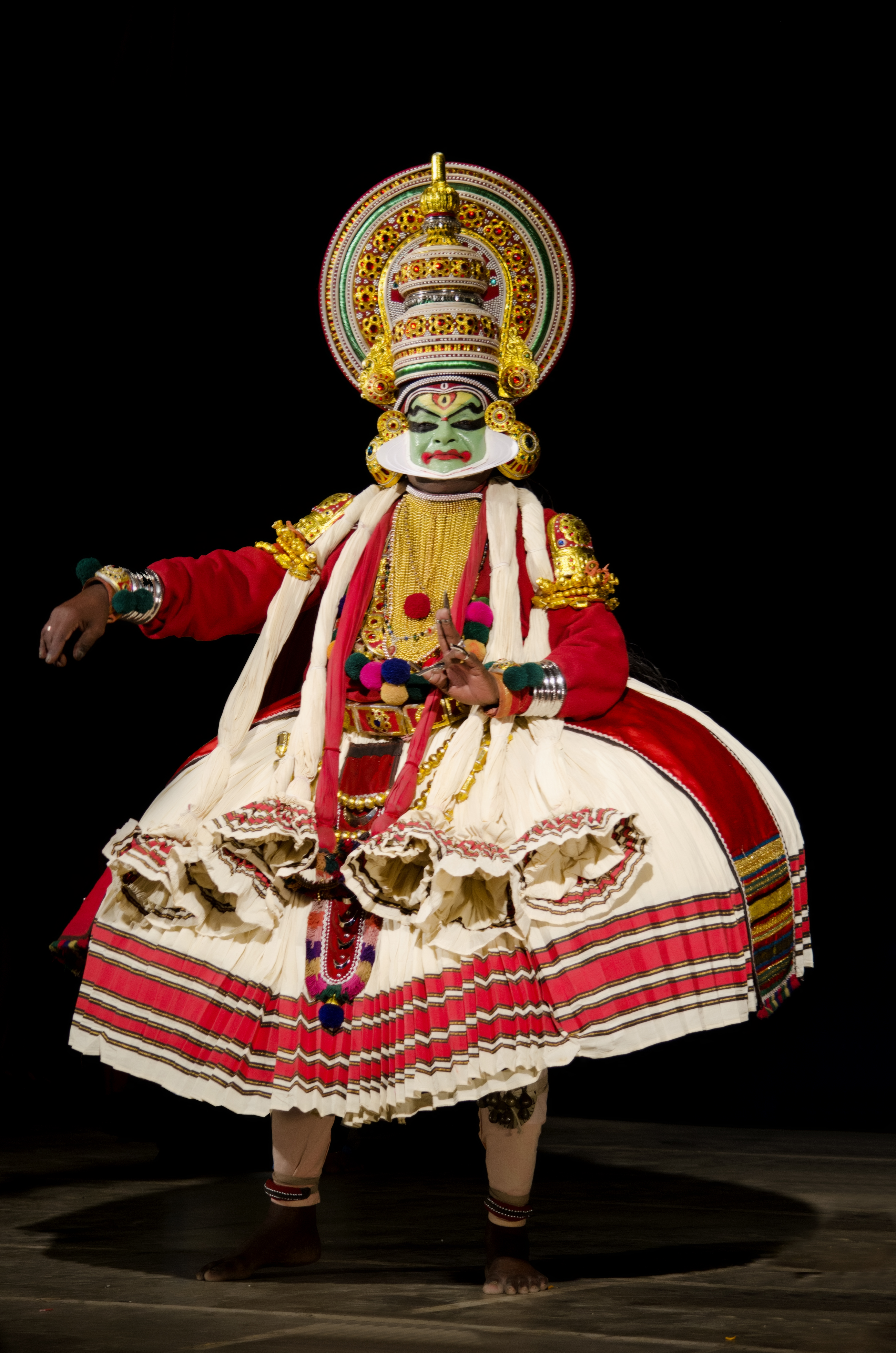
Kathákali-színész

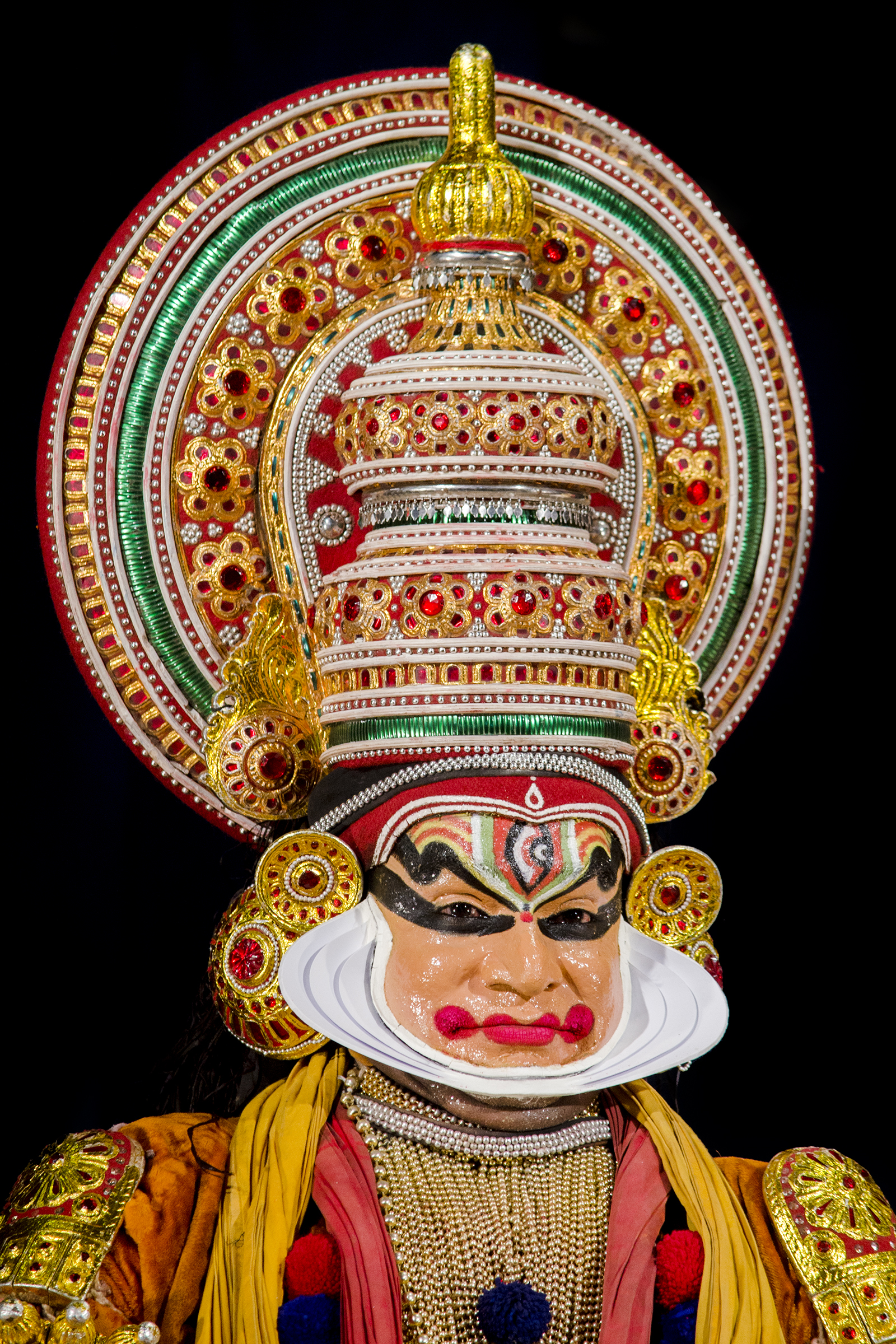

A kathákali (malajálam nyelven: കഥകളി, szanszkritül: कथाकळि, angolul: Kathakali) indiai klasszikus táncdráma, amely elsősorban Kerala államban elterjedt. 
Az elnevezését a kathá (történet) és a kali (tánc) szavakból kapta, amely mintegy 400 éves táncforma a dráma, a zene és a tánc szintézise. A tánc maga stilizált pantomim. A férfi táncos színészek bő, színes szoknyákban, fejdíszekben és ékszerekben történeteket táncolnak el a puránákból és az eposzokból, főként a Mahábháratából. A történet egyszerűen bontakozik ki, mielőtt elérkezik a drámai végkifejlethez. A frenetikus dobszó, az érzelmes ének és a táncosok ritmikus mozgása felerősödik, miközben a szerelem és a bátorság számos jelenete elvezet a jó vagy a rossz győzelméhez. A hagyomány szerint vallási ünnepeken, templomi udvarokban bemutatott, egész éjszakát betöltő előadások voltak ezek. Manapság már az előadások rövidebbek. A turisták részére lényegesen lerövidített előadásokat tartanak, amelyek magas színvonalúak, és a történetet világosan elmagyarázzák az előadás előtt. A táncosok nem beszélnek, csak kézjelekkel (mudrákkal) és arcjátékkal fejezik ki magukat. A jelmezükhöz és a sminkjükhöz használt színek szimbolikus jelentésűek. A zenét adó ütőhangszereket két dob, a csenda és a madalam képviseli. A vezető énekes adja meg a ritmust a csengila (gong) segítségével, segítője a cintányért kezeli. Az előadás rituáléja a gondosan kidolgozott, több órát igénybe vevő smink és öltözet elkészítésével kezdődik. A smink és a kosztümök szimbóluma segíti a színészek felismerését, a szerepük megértését. 

## Fordítás
Ez a szócikk részben vagy egészben  a   Kathakali című angol Wikipédia-szócikk fordításán alapul.  Az eredeti cikk szerkesztőit annak laptörténete sorolja fel. Ez a jelzés csupán a megfogalmazás eredetét és a szerzői jogokat jelzi, nem szolgál a cikkben szereplő információk forrásmegjelöléseként.